# Lintong
Lintong is een bestuurslaag in het regentschap Toba Samosir van de provincie Noord-Sumatra, Indonesië. Lintong telt 3186 inwoners (volkstelling 2010).